# 宗教电台
宗教电台指宗教（通常为基督教）进行空中传教的广播电台或电视台，其节目内容以布道和讲座为主，并通过FM、中波、短波、电视和网络进行广播。

## 概况
宗教电台在世界大部分国家都存在，在一些无宗教信仰的地区的电台，可能会播放多种宗教节目。宗教电台通常以商业电台或公共电台的形式出现，但在更多的时候，其经营机构多为非营利组织。其中，宗教电台的资金大多来源于信徒的捐款。
另外，在一些以某种宗教为国教的国家，因各方面的需要，开办有这种宗教的广播是允许的。

## 主要宗教电台

### 广播电台

#### 美洲
- Air 1
- K-LOVE
- 环球电台（基督教）
- 視博恩（基督教）
- 生命之光广播电台（基督教）
- 圣经之声广播电台（基督教）
- 世界丰收国际广播电台（基督教）
- 复临信徒世界广播电台（基督復臨安息日會）
- 福音之声（基督教）
- Family Radio（基督教）

#### 亚洲
- 良友电台（基督教）
- 益友电台（基督教）
- Soooradio（基督教）
- 亚洲真理电台（天主教，目前已停止短波廣播）
- 韩国佛教放送
- 韩国基督教放送
- 台湾金禧广播电台（佛教，已停播）

#### 欧洲
- 梵蒂冈广播电台（天主教，在其他洲亦有分台）
- 真光电台（基督教）

#### 澳大利亚
- 墨尔本犹太广播
- Reach Beyond Australia
- CVC广播电台（已停播）
- 世界佛教电台[2]

### 电视台

#### 中华民国（臺湾）
- 大爱电视（佛教）
- 人間衛視（佛教）
- 華藏衛星電視台（佛教）
- 佛衛電視台（佛教）
- 十方法界卫视（佛教）
- 生命电视台（佛教）
- 唯心電視（禪機山仙佛寺）
- 好消息卫星电视台（基督教）
- 希望电视台（基督復臨安息日會）
- 新眼光电视台（基督教）

#### 香港
- 創世電視（基督教）
- 道通天地（道教）

#### 大韩民国（南韩）
- 佛教放送

#### 美国
- BYU电视台
- God TV
- 基督教电视网
- 晨星电视网
- 神学频道
- 空中天使
- 三天使广播网
- 希望频道
- 启示网
- 三位一体广播网
- 希望电视台